# Matthias Schneider (Musikwissenschaftler)
Matthias Schneider (* 15. Dezember 1959 in Münster/Westfalen) ist Lehrstuhlinhaber und Professor für Kirchenmusik (mit Schwerpunkt Künstlerisches Orgelspiel und Improvisation) an der Universität Greifswald.

## Leben und Werk
Schneider legte 1978 in Münster das Abitur ab und studierte 1978–1984 evangelischen Kirchenmusik, Musikwissenschaft, Kunstgeschichte und Evangelische Theologie in Dortmund, Münster und Essen, wo er 1984 mit dem A-Examen für Kirchenmusik abschloss. Von 1980 bis 1988 besuchte er zahlreiche Meisterkurse im Bereich der Historischen Aufführungspraxis. Von der Universität Basel wurde ihm 1992 der lic. phil. in Musikwissenschaft, Kunstgeschichte und Kirchengeschichte verliehen. 1992–1994 arbeitete er dort als Musikwissenschaftler und 1995 wurde er mit einer Arbeit über die Choralfantasien von Dieterich Buxtehude promoviert.
Von 1984 bis 1993 wirkte Schneider als Bezirkskantor in Schopfheim (Südbaden). Von 1989 bis 1995 leitete er eine Orgelklasse an der Hochschule für Kirchenmusik Heidelberg. Seit 1994 ist er Professor für Kirchenmusik/Orgel am Institut für Kirchenmusik und Musikwissenschaft, Universität Greifswald. Von April 2006 bis März 2010 hatte er zudem das Amt des Dekans der Philosophischen Fakultät inne. 2016–2018 war er Prodekan der Philosophischen Fakultät. Seit 2016 ist er geschäftsführender Direktor des dortigen Instituts für Kirchenmusik und Musikwissenschaft.
Schneider spielte eine Rolle bei der Umsetzung des Bologna-Prozesses in Deutschland, speziell als Mitglied zweier von der Bund-Länder-Kommission geförderter Projektgruppen zur Modularisierung von Studiengängen und der Einführung des Leistungspunktsystems an deutschen Hochschulen.
Matthias Schneider leitet die von ihm 1996 ins Leben gerufene Greifswalder Sommerakademie Orgel und ist sowohl als Interpret wie auch als Musikwissenschaftler international gefragt. Er ist Mitherausgeber der Fachzeitschrift Musik und Kirche, des Jahrbuchs für Liturgik und Hymnologie und der Buxtehude-Studien. Schneider hat das Konzept der siebenbändigen Enzyklopädie der Kirchenmusik (Laaber-Verlag, 2011–2018) entwickelt und zwei der Bände mitherausgegeben.
Sein Arbeitsfokus als Interpret und Forscher liegt besonders in der Musik des 17. und 18. Jahrhunderts für Tasteninstrumente. Als Interpret spielt er als Solist oder Mitglied mehrerer Ensembles Barockmusik, (Ur-)Aufführungen neuer Musik und ist regelmäßig Teilnehmer an Musikfestivals (z. B. Israel-Festival, Vendsyssel-Festival u. a. m.). Er zeichnet verantwortlich für Vorträge, Werkeinführungen, Gesprächskonzerte und Interpretationskurse und ist auch als Juror tätig.
Matthias Schneider war Vizepräsident und vom 1. Mai 2013 bis 30. April 2023 Präsident der Gesellschaft der Orgelfreunde sowie Mitglied im Vorstand der Internationalen Dieterich-Buxtehude-Gesellschaft, Vorsitzender des Schönberger Musik und Kunst e. V. und Mitglied der Liturgischen Konferenz.

## Diskografie (Auswahl)
- Fromme barocke Sinnbilder in Farbe und Musik. Helms, Schwerin 2013, ISBN 978-3-940207-84-5 (mit Mechthild Kornow, Sopran; mit Buch).
- Johann Sebastian Bach? Ambitus, 2000 (Silbermannorgel der Stadtkirche Glauchau).
- Paul Siefert (1586–1666): The Complete Keyboard Music. Ambitus, 2007 (Pietro Nacchini-Orgel Ospedaletto Venedig).
- Matthias Schneider an der Orgel der Kirche zu Kotka. Ambitus, 2010.
- Die Schuke-Orgel der Evangelischen Stadtkirche Schopfheim. Kantorei Schopfheim, 1989.

## Schriften (Auswahl)
- (Hrsg.): Bach in Greifswald. Zur Geschichte der Greifswalder Bachwoche 1946–1996 (= Greifswalder Beiträge zur Musikwissenschaft, Bd. 3). Lang, Frankfurt am Main / Berlin 1996, ISBN 3-631-30357-2.
- Buxtehudes Choralfantasien. Textdeutung oder „phantastischer Stil“? Bärenreiter, Kassel 1997, ISBN 3-7618-1382-1 (Dissertation).
- (Hrsg.): Studienstrukturreform und Leistungspunkte im Rahmen des Bologna-Prozesses an der Universität Greifswald. Universität Greifswald, Greifswald 2004, ISBN 3-86006-221-2.
- (Hrsg.): Leistungspunkte nach Bologna und Berlin. Zwei Tagungen zur Studienreform an der Universität Greifswald 2002/2004. Universität Greifswald, Greifswald 2004, ISBN 3-00-014517-6.
- (Hrsg.): Orgelbau, Orgelmusik und Organisten des Ostseeraums im 17. und 19. Jahrhundert (= Greifswalder Beiträge zur Musikwissenschaft, Bd. 14). Lang, Frankfurt am Main / Berlin 2006, ISBN 3-631-51228-7.
- Siefert, Paul. In: Ludwig Finscher (Hrsg.): Die Musik in Geschichte und Gegenwart. Zweite Ausgabe, Personenteil, Band 15 (Schoof – Stranz). Bärenreiter/Metzler, Kassel u. a. 2006, ISBN 3-7618-1135-7, Sp. 757–759
- Bachs Orgelmusik und Silbermanns Orgeln – Widerspruch oder Ideal? In: Christian Ahrens, Gregor Klinke (Hrsg.): „Wir loben deine Kunst, Dein Preiß ist hoch zuschätzen…“ Der Orgelbauer Gottfried Silbermann (1683–1753). Katzbichler, München / Salzburg 2007, ISBN 978-3-87397-584-2, S. 68–91.
- (Hrsg.): Heinrich Schütz: Neue Ausgabe sämtlicher Werke. Band 33: Einzeln überlieferte Werke. Bärenreiter, Kassel 2008, ISMN 979-0-00649761-4 (Suche im DNB-Portal).
- (Hrsg.) mit Beate Bugenhagen: Zentren der Kirchenmusik. Laaber, Laaber 2011, ISBN 978-3-89007-692-8 (= Enzyklopädie der Kirchenmusik, Band 2; 251. Veröffentlichung der Gesellschaft der Orgelfreunde).
- Kulturtransfer im Ostseeraum. Tastenmusik und Tastenspieler am „Baltischen Seestrande“. In: Geschichte, Politik und Kultur im Ostseeraum. Berlin Verlag Arno Spitz, Berlin 2012, ISBN 978-3-8305-2793-0, S. 227–247 (= Die Ostseeregion. Nördliche Dimensionen – Europäische Perspektiven, Band 12).
- Johann Crüger als Komponist. In: Liturgie und Kultur. 3/2012, S. 15–29.
- (Hrsg.): Die Buchholz-Orgel im Greifswalder Dom St. Nikolai (= 256. Veröffentlichung der Gesellschaft der Orgelfreunde). Helms, Schwerin 2013, ISBN 978-3-940207-35-7.
- (Hrsg.) mit Albert Gerhards: Der Gottesdienst und seine Musik. Laaber, Laaber 2014, ISBN 978-3-89007-690-4 (= Enzyklopädie der Kirchenmusik, Band 4).
- (Hrsg.): Buxtehude-Studien. Butz, Bonn 2015 bis heute.
- (Hrsg.) mit Reinmar Emans: Johann Sebastian Bach, Sämtliche Orgelwerke. Band 9/10: Choralpartiten. Einzeln überlieferte Choralbearbeitungen. Breitkopf & Härtel, Wiesbaden 2018.
- Handbuch Aufführungspraxis Orgel. Band 1: Vom Mittelalter bis Bach. Bärenreiter, Kassel 2019, ISBN 978-3-7618-2338-5.